# Stora Öland
Stora Öland är en ö i Finland. Den ligger i Skärgårdshavet och i kommunen Kimitoön i den ekonomiska regionen  Åboland i landskapet Egentliga Finland, i den sydvästra delen av landet. Ön ligger omkring 54 kilometer söder om Åbo och omkring 130 kilometer väster om Helsingfors.
Öns area är 10,5 hektar och dess största längd är 460 meter i öst-västlig riktning.